# Neomaladera grandiclava
Neomaladera grandiclava är en skalbaggsart som beskrevs av Escalera 1925. Neomaladera grandiclava ingår i släktet Neomaladera och familjen Melolonthidae. Inga underarter finns listade i Catalogue of Life.